# Smilovice (okres Frýdek-Místek)
Smilovice (v místním nářečí a polsky Śmiłowice, německy Smilowitz) jsou obec v okrese Frýdek-Místek v Moravskoslezském kraji na historickém území Těšínského Slezska. Žije zde 867 obyvatel. Obec je členem mikroregionu Sdružení obcí povodí Stonávky.

## Historie
První písemná zmínka o obci pochází z roku 1448. Postavení politické obce získaly roku 1850. Podle rakouského sčítání lidu z roku 1900 žilo ve 111 budovách na ploše 789 hektarů 628 obyvatel, což udávalo hustotu 79,6 obyvatel na 1 km². Z toho bylo 96 (15,3%) katolíků, 524 (83,4%) evangelíků a 8 (1,3%) Židů, 615 (97,9%) bylo polsky, 6 (1%) německy a 2 (0,3%) česky mluvicích 

## Obyvatelstvo
Značnou část obyvatel tvoří polská menšina.

Věková struktura obyvatel obce Smilovice roku 2011

## Obecní správa
Mezi lety 1850–1979 Smilovice byly obcí v okrese Český Těšín (1880–1950) (v letech 1880–1910 Těšín) a později v okrese Frýdek-Místek. Od 1. ledna 1980 do 23. listopadu 1990 patřily jako část obce k Hnojníku a od 24. listopadu 1990 jsou opět samostatnou obcí.

### Části obce
Obec se člení ve dvě základní sídelní jednotky, obě s vlastním katastrálním územím:
- Rakovec (k. ú. Rakovec; 1,99 km²)
- Smilovice (k. ú. Smilovice u Třince; 5,85 km²)

### Obecní symboly
Znak a vlajka byly obci uděleny rozhodnutím předsedy Poslanecké sněmovny Parlamentu České republiky dne 9. prosince 1996.

## Kultura a sport
V obci je aktivní Tělovýchovná jednota, která provozuje sportovní komplex Sportcentrum Smilovice a Polský kulturně-osvětový svaz (PZKO). Ve Smilovicích také působí airsoftový tým SBO.
Každoročně v červenci se ve Smilovicích koná XcamP – mládežnické setkání evangelíků, pořádané spolkem Křesťanské společenství, z. s., jehož se účastní několik stovek lidí.

## Osobnosti
K významným rodákům obce patří duchovní Karol Grycz-Śmiłowski (1885–1959), obnovitel unitářské Jednoty polských bratří, dále polský expremiér a předseda Evropského parlamentu Jerzy Buzek (* 1940) a evangelický biskup Stanislav Piętak (* 1946).